# Mull of Galloway
Mull of Galloway (skotskou gaelštinou Maol nan Gall) je nejjižnější bod Skotska. Nachází se v hrabství Wigtownshire, Dumfries a Galloway, na konci poloostrova Rhins of Galloway.

## Mull of Galloway
Na Mull se nachází jeden z posledních zbývajících úseků přirozeného pobřežního biotopu na pobřeží Galloway, a proto se zde vyskytuje celá řada rostlinných a živočišných druhů. Nyní je přírodní rezervací spravovanou organizací Royal Society for the Protection of Birds (RSPB). Mull je zkomoleninou gaelského slova maol pro holý kopec nebo zaoblený mys, výběžek.
Mull of Galloway Trail, jedna z velkých skotských stezek, je 59 km dlouhá pěší stezka, která vede z Mull of Galloway přes Stranraer do Glenappu u Ballantrae, kde se stezka napojuje na Ayrshire Coastal Path.
V roce 2004 byla na Mull of Galloway postavena nová kavárna, tzv. Gallie Craig. Její konstrukce se začleňuje do krajiny pomocí zatravněné střechy a poskytuje výhled na Severní Irsko a na jih k ostrovu Man.
V roce 1830 inženýr Robert Srevensom postavil na ostrově maják. Strojovna majáku byla přestavěna na návštěvnické centrum, které provozuje South Rhins Community Development Trust, skupina místních lidí a podniků. V roce 2013 došlo ke komunitnímu odkupu, Mull of Galloway Trust odkoupil pozemky a tři budovy správců, strojovnu nautofon a třicet akrů (12,1 ha) vřesovišť od Northern Lighthouse Board, která stále vlastní a provozuje majákovou věž.

## Galerie

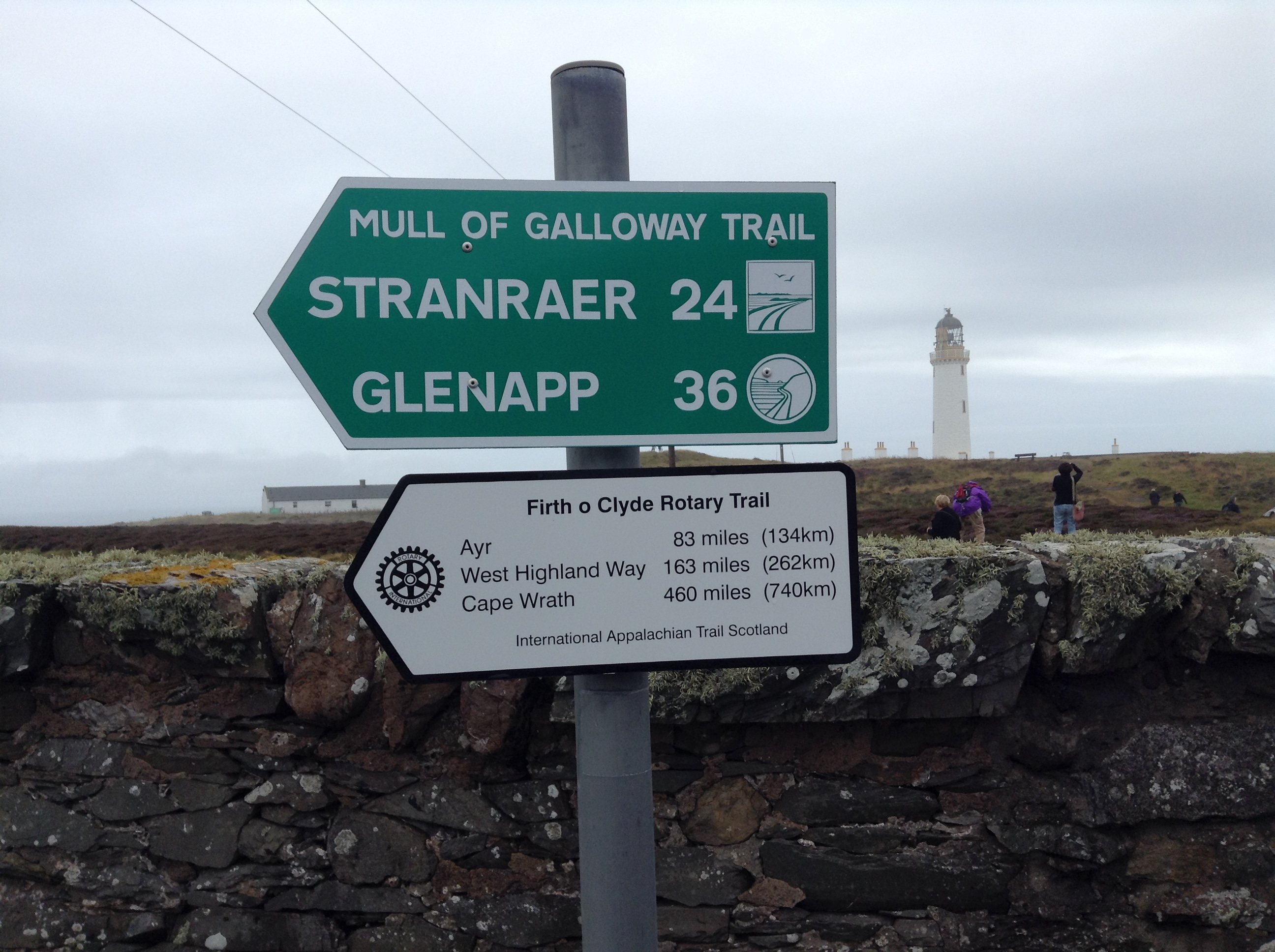
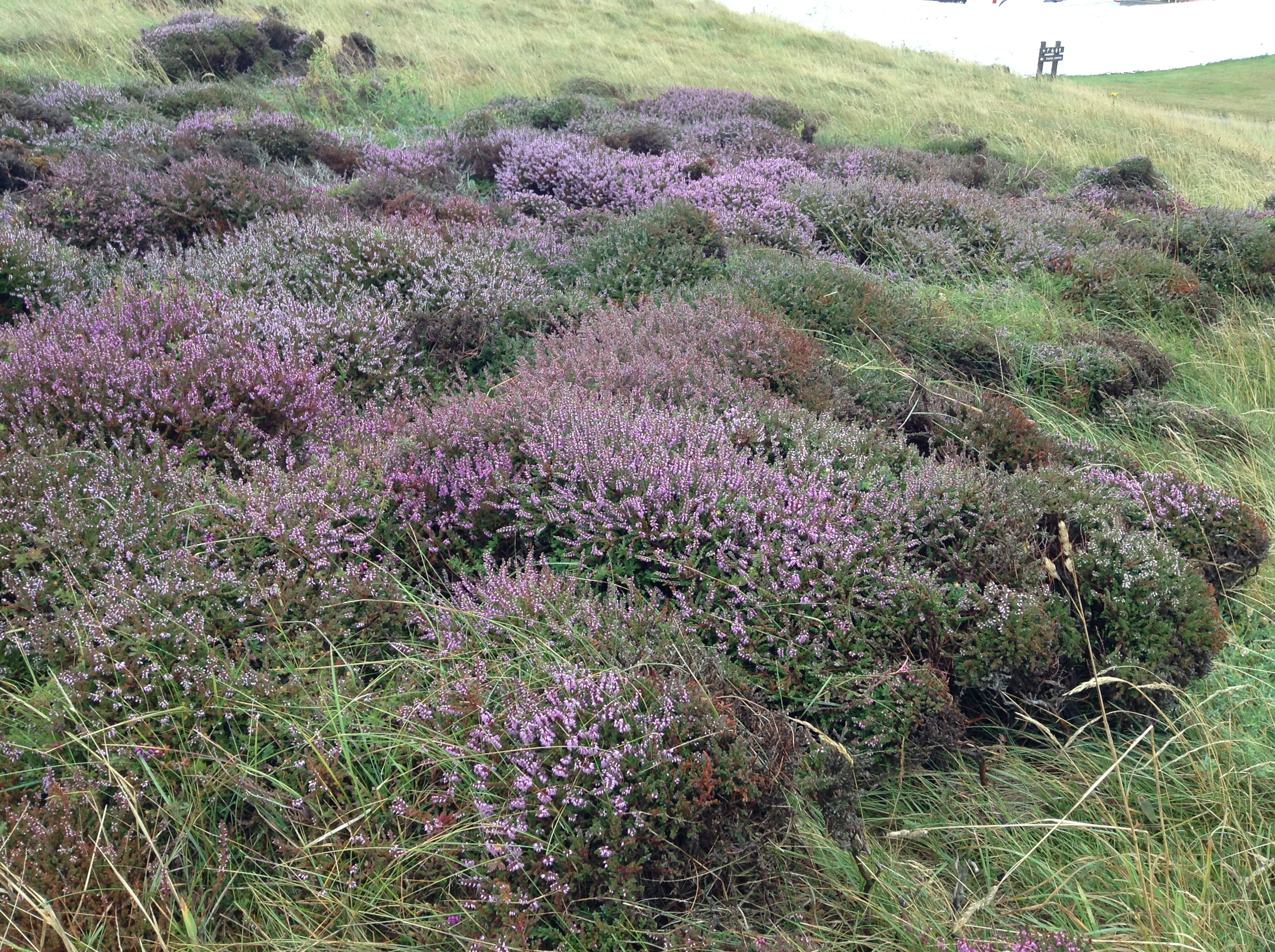
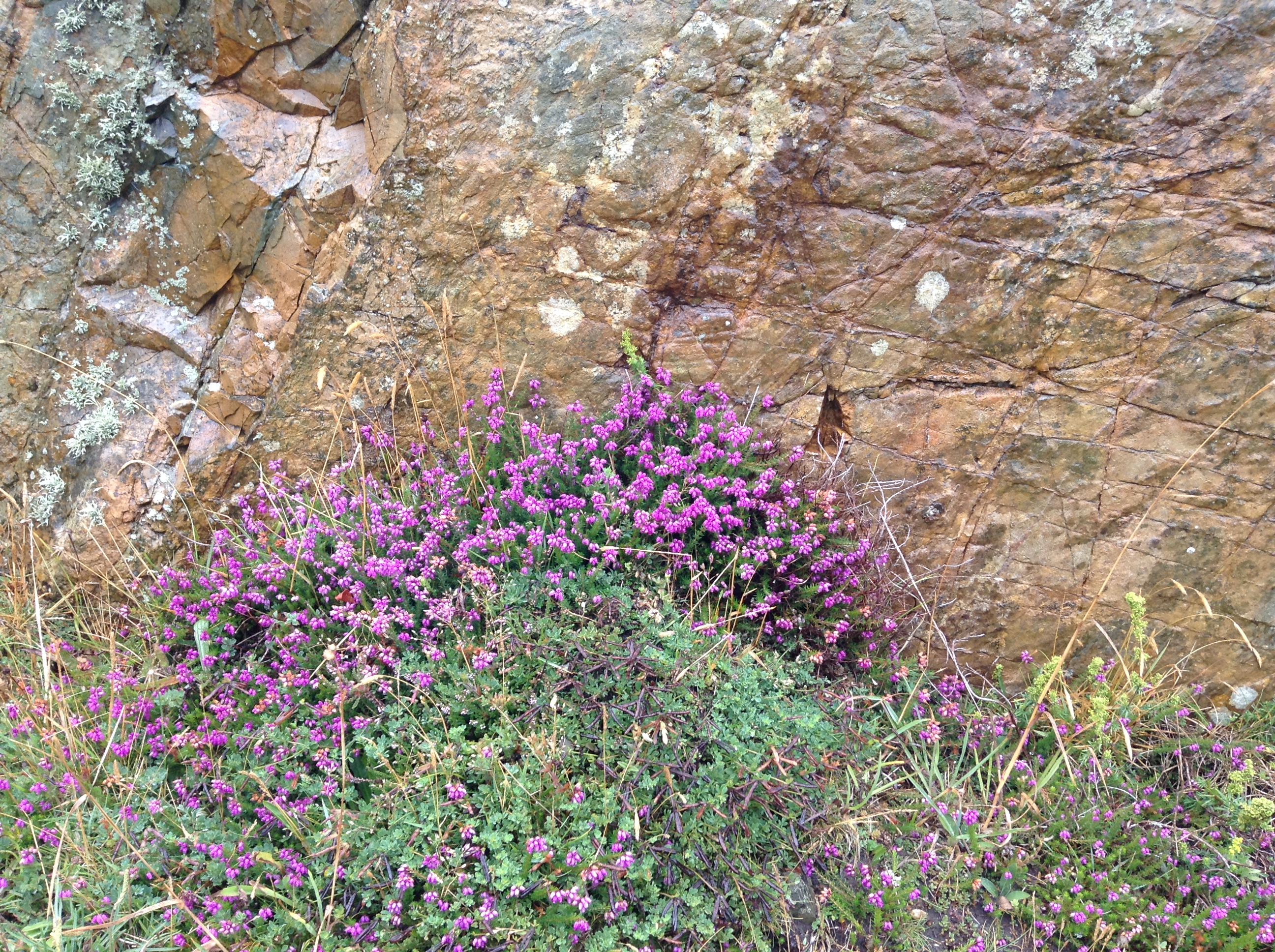
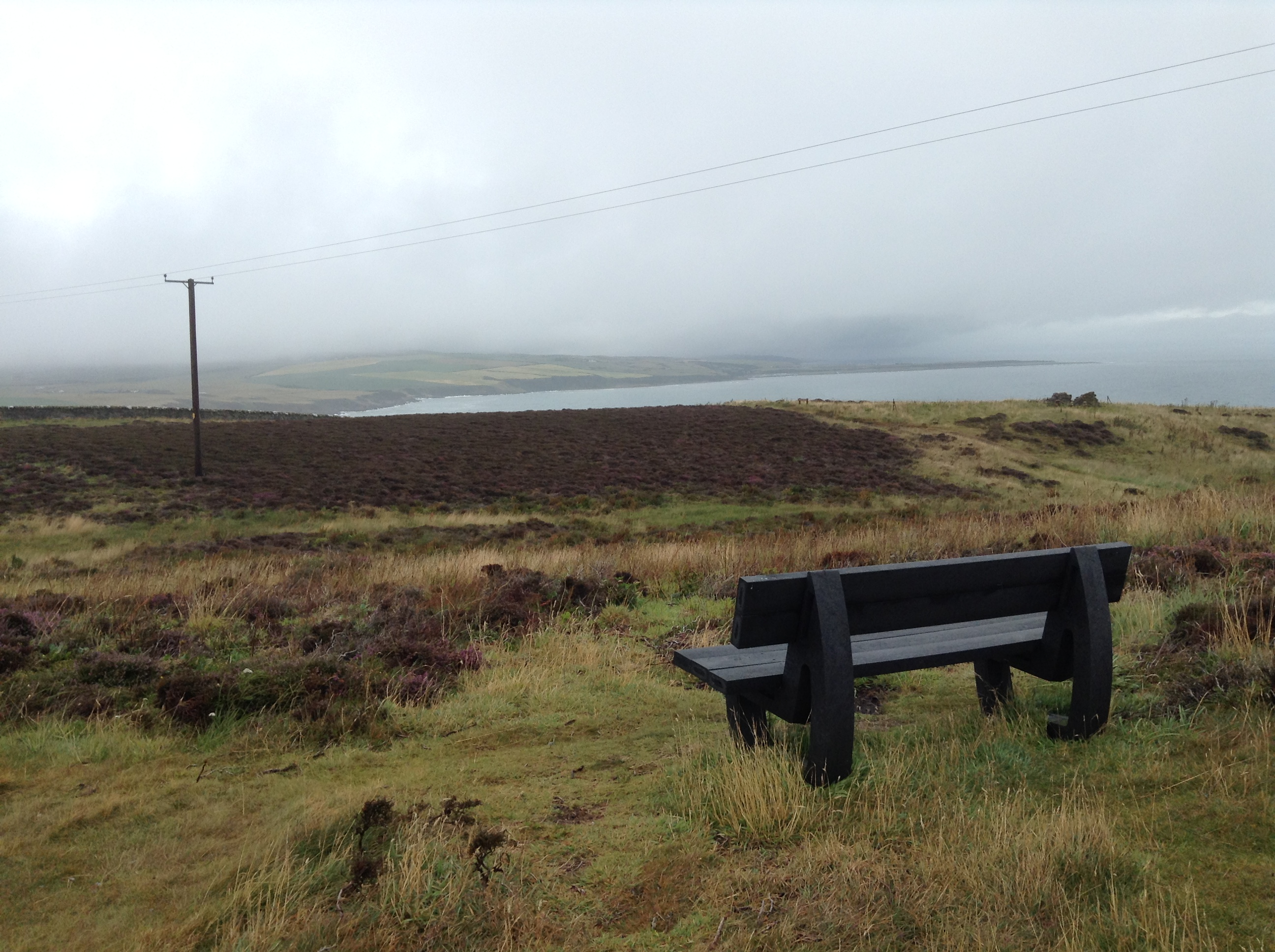
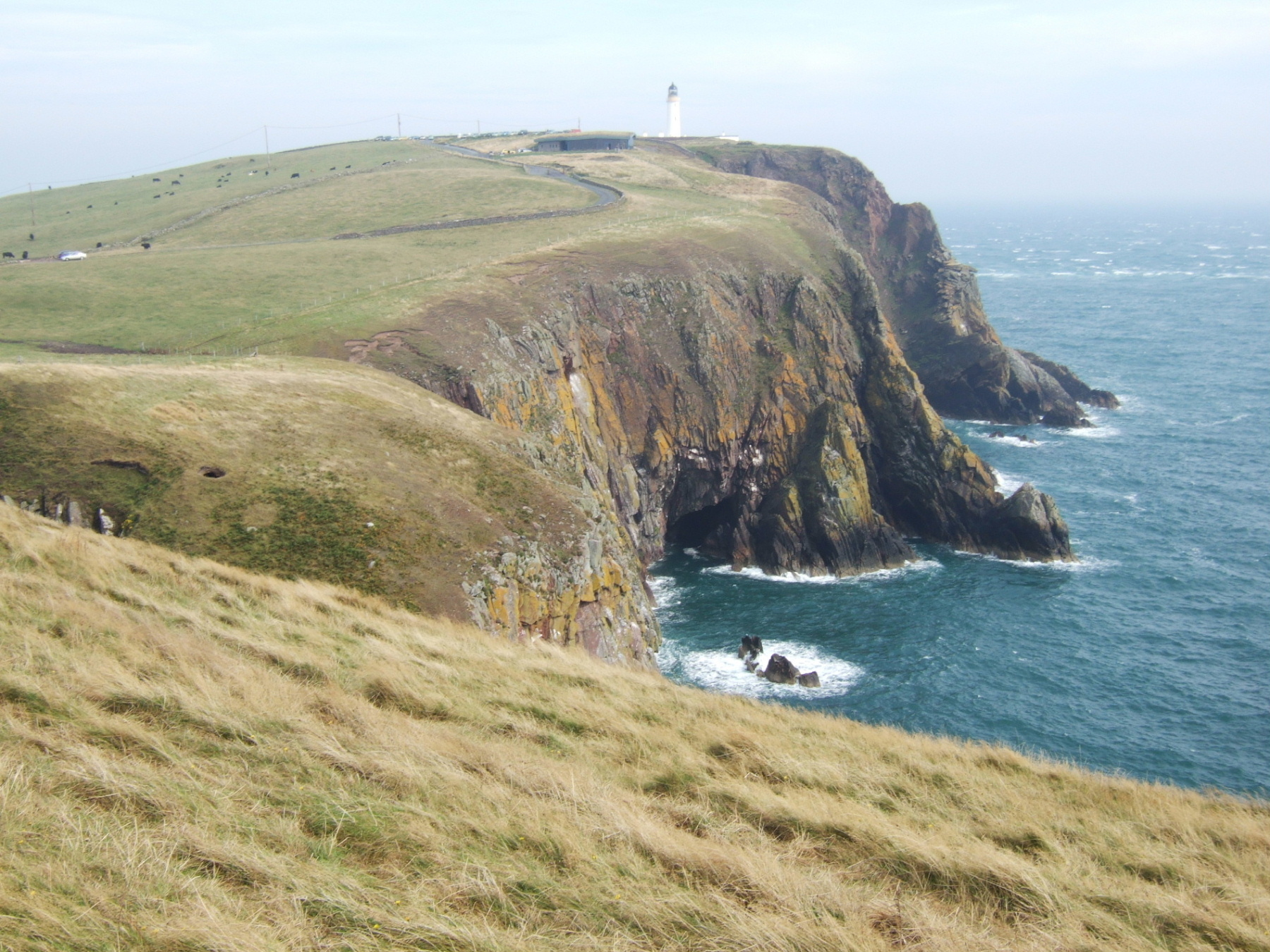
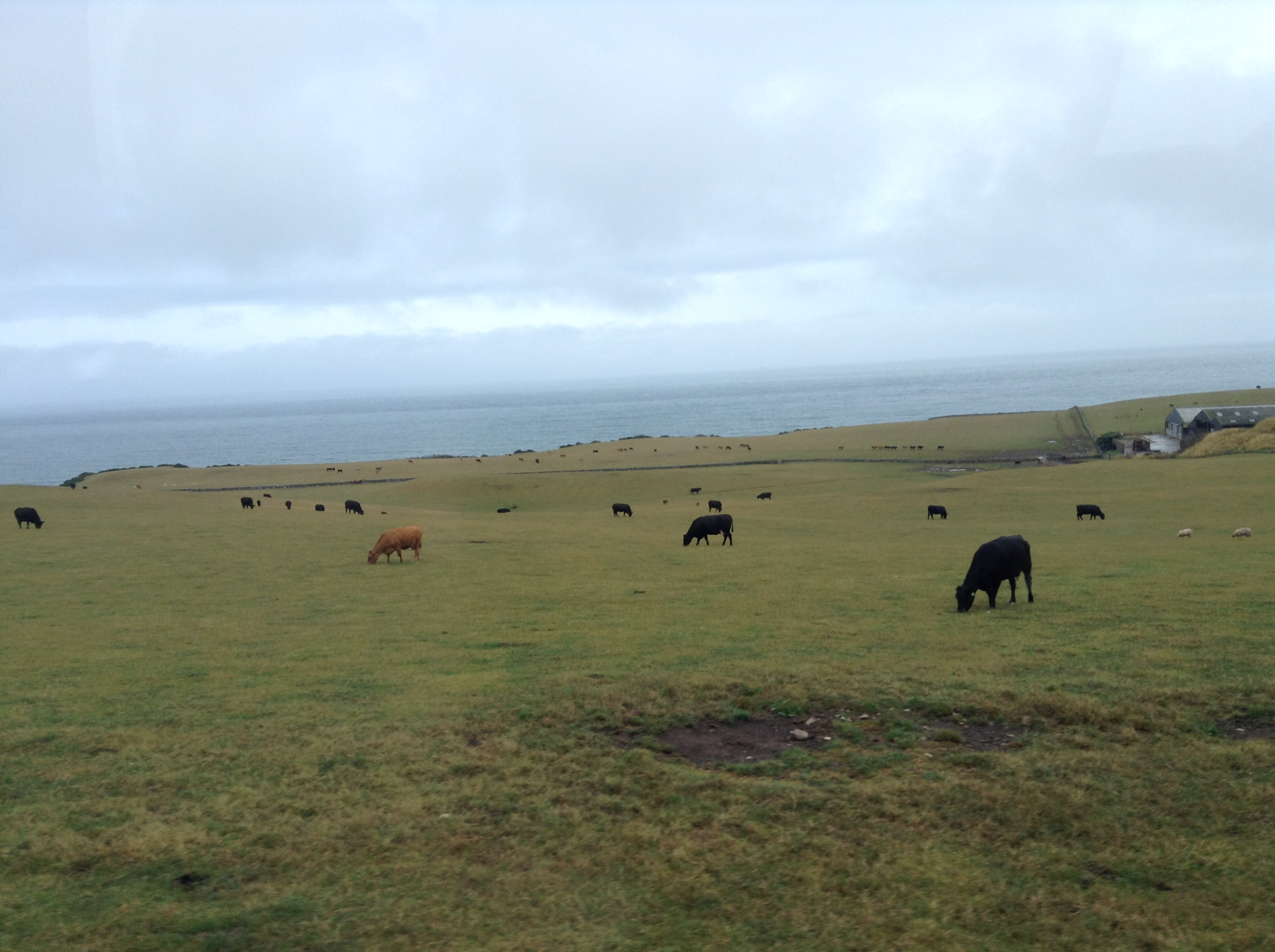
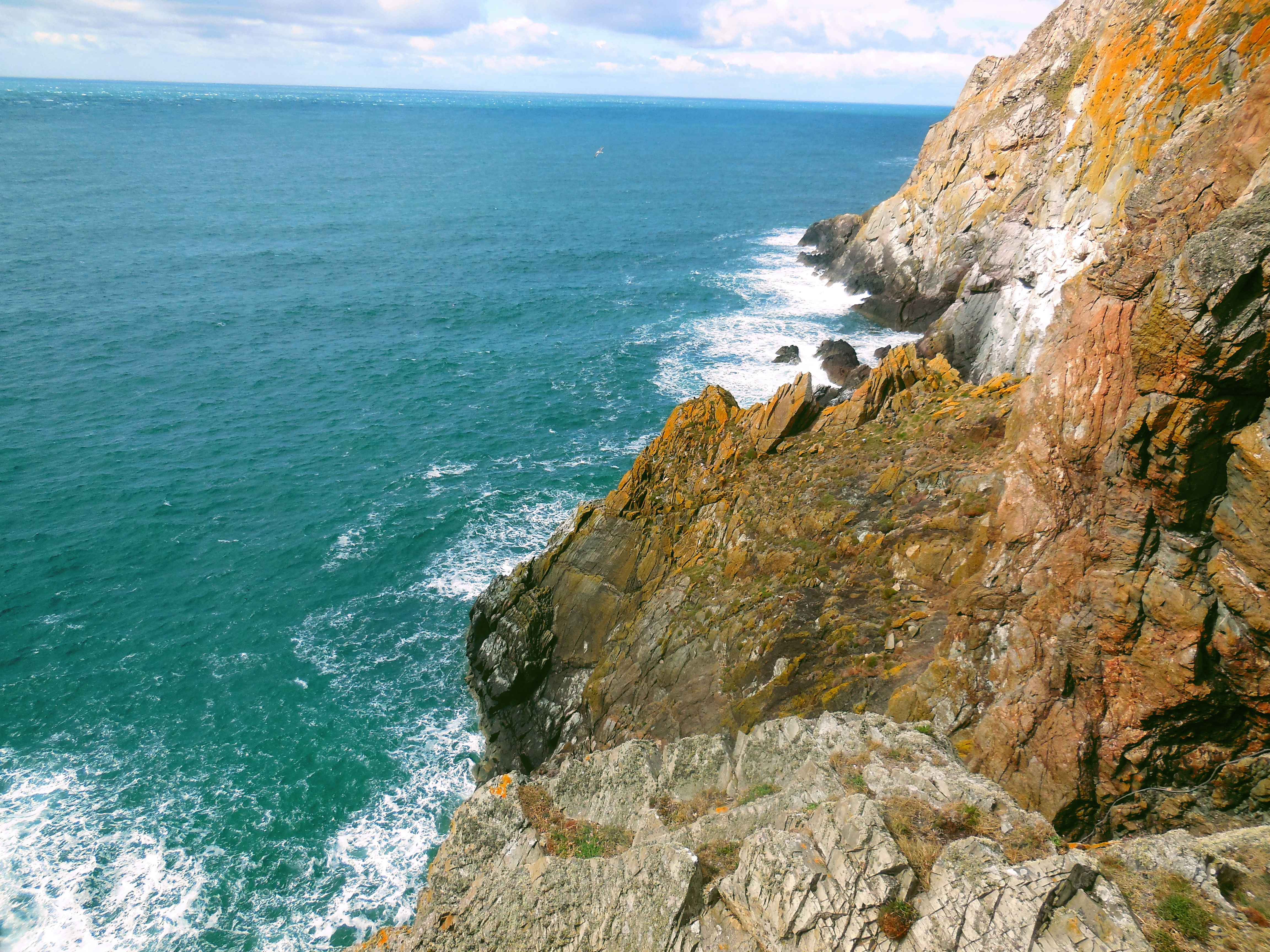
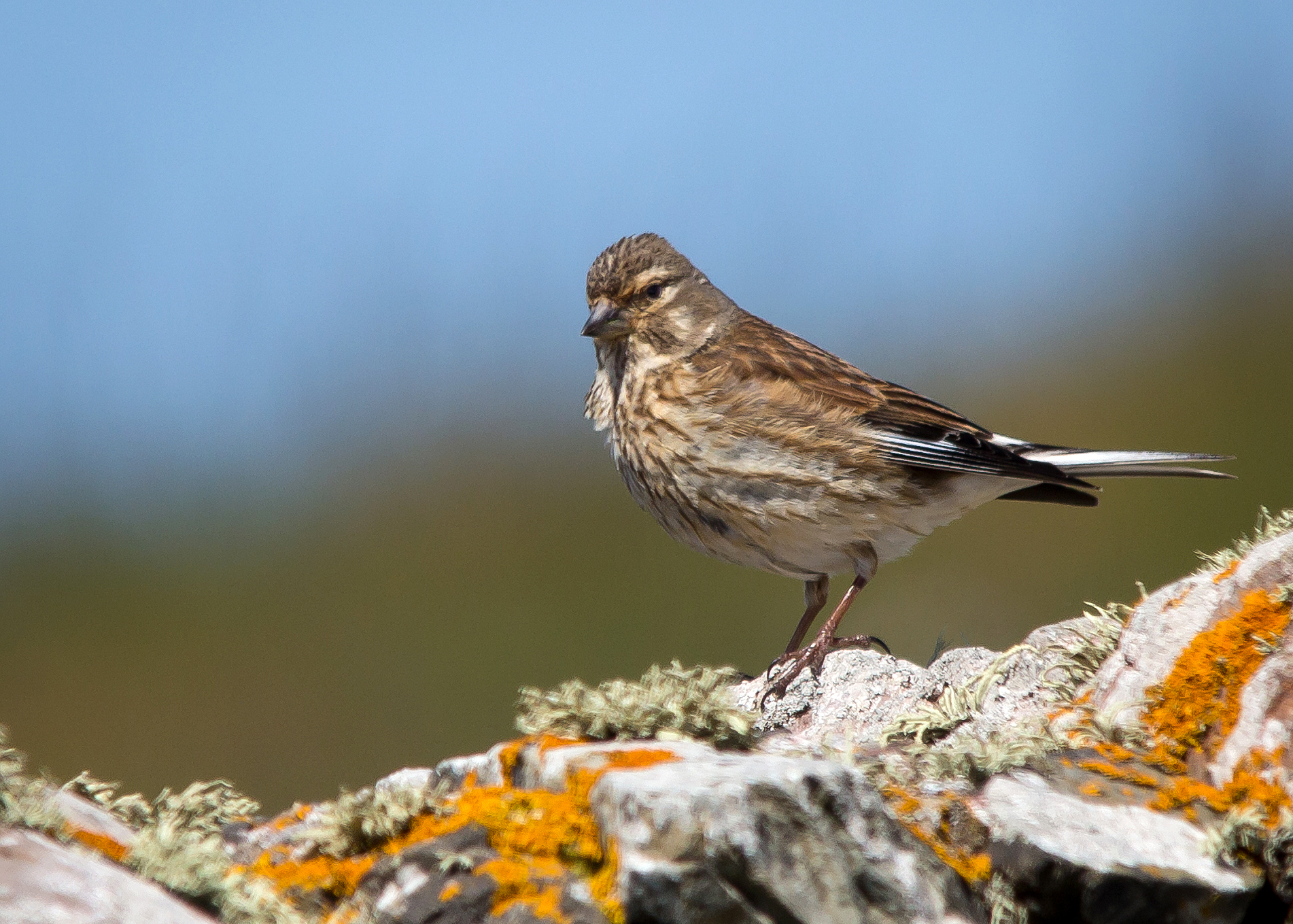